# 百果餡餅

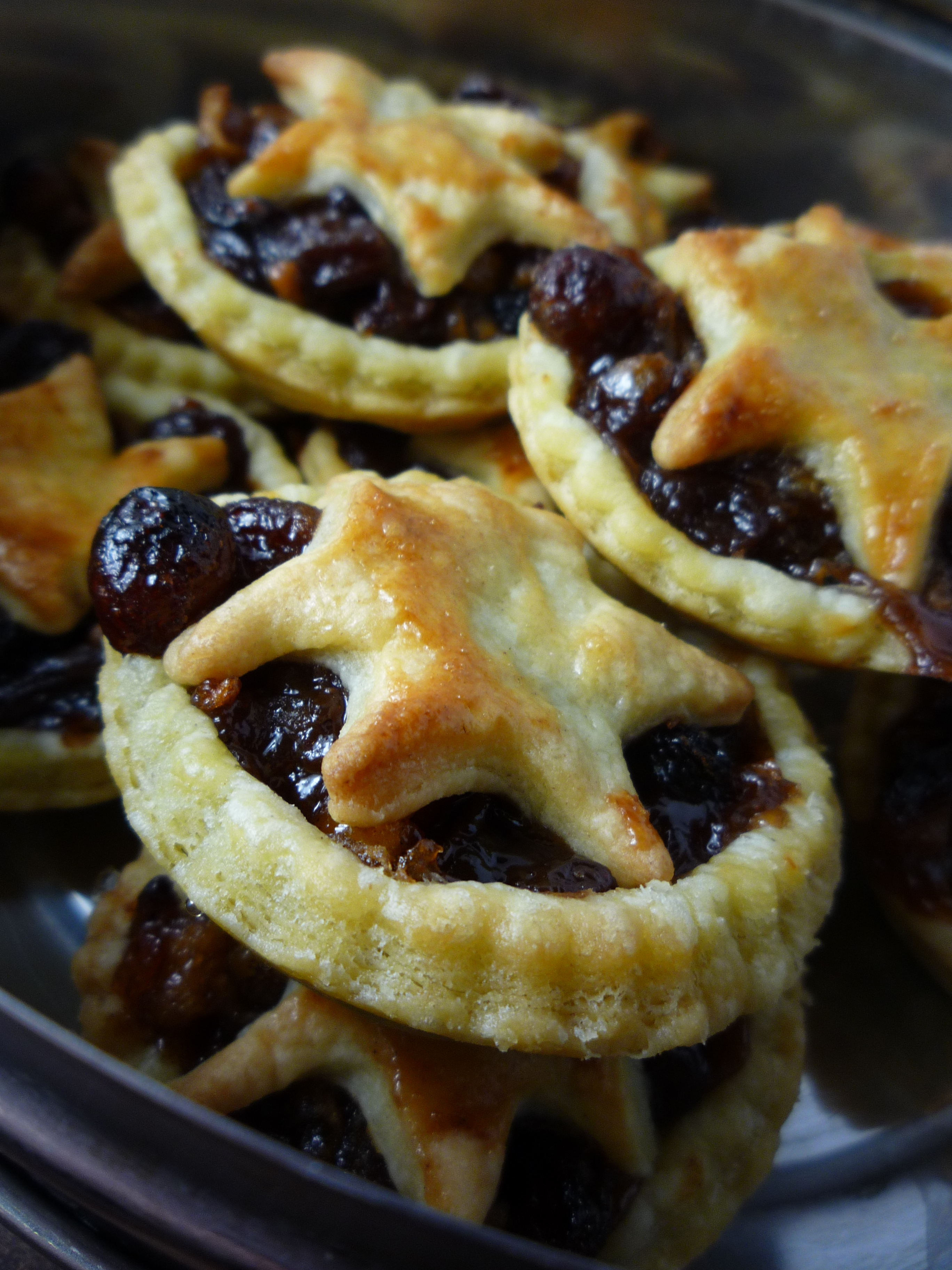
百果餡餅

百果餡餅（Mince pie）是英國的節日甜點，通常會在聖誕節和新年期間製作和食用。內餡稱為mincemeat，由切丁的果乾、種子和各種香料混合而成。在聖誕節期間吃百果餡餅這一傳統可以追溯到13世紀，十字軍東征歸來，把中東的一些食譜帶回國，其中就包括了肉糜、水果乾和香料混合而成的食物，不過現今的餡料一般已不含肉類。中世紀的英國人認為，人們從聖誕日（12月25日）起到第十二夜主顯日的12天里每天吃一個百果餡餅，將在新的一年12個月中生活快樂。
有一都市傳說認為聖誕節當日食用百果餡餅是非法的，原因出自於17世紀，當時為減少暴食行為而制定的過時法律。